# Білі Роси. Повернення
«Білі Роси. Повернення» (рос. «Білі Роси. Повернення») — білоруський художній фільм 2014 року режисера Олександра Бутора. Продовження фільму 1983 року «Білі Роси».

## Сюжет
Андрій Ходас повертається з міста в рідні місця. Двоє бізнесменів мають намір викупити мальовничий куточок для нового будівництва і намагаються виселити Андрія та інших нечисленних мешканців села. Рятуючи свій рідний куточок, Андрій допомагає вирішити проблеми, що здавалися нерозв'язними.

## У ролях
- Юозас Будрайтіс
- Павло Южаков-Харланчук
- Сергій Жбанков
- Ірина Єгорова
- Віктор Манаєв
- Андрій Мерзлікін
- Анна Полупанова
- Євгенія Жукович
- Юлія Смирнова
- Тетяна Гаркуша
- Микола Караченцов
- Жорж Девдаріані
- Анатолій Голуб
- Віра Полякова
- Максим Поніматченко
- Павло Адамчиков
- Галина Кухальская

## Творча група
- Сценарій: Олексій Дударов, Олександра Бутор
- Режисер: Олександра Бутор
- Оператор:
- Композитор: Володимир Кондрусевич